# رسانایی تاج‌پوش
رسانایی تاج‌پوش، معمولاً نشان داده می‌شود {\displaystyle g_{c}} ، یک کمیت بدون‌بعد است که توزیع تابش را در تاج‌پوش درخت مشخص می‌کند. طبق تعریف، آن را به عنوان نسبت مصرف روزانه آب به کمبود فشار بخار متوسط (VPD) محاسبه می‌کنند. همچنین با اندازه‌گیری جریان شیره و متغیرهای محیطی می‌توان رسانایی تاج‌پوش را بدست آورد. رسانایی روزنه‌ای را می‌توان به عنوان یک مقدار مرجع برای اعتبارسنجی داده‌ها با جمع‌بندی کل رسانایی روزنه‌ای {\displaystyle g_{s}} از تمام رده‌های برگ در تاج‌پوش استفاده کرد.
{\displaystyle g_{c}=\sum _{layer_{1}}^{layer_{N}}(g_{s,sun}^{i}\cdot l_{sun}^{i})+(g_{s,shade}\cdot l_{shade})}